# Susanne Schmid
Susanne Schmid, född den 27 augusti 1960 i Bergisch Gladbach, Tyskland, är en västtysk landhockeyspelare.
Hon tog OS-silver i damernas landhockeyturnering i samband med de olympiska landhockeytävlingarna 1984 i Los Angeles.